# Luke Doolan
Luke Doolan (geboren am 4. Februar 1979 in Darwin) ist ein australischer Filmregisseur, -produzent und -editor.

## Werdegang
Doolan wuchs in Darwin und Alice Springs auf und war in seiner Schulzeit Filmrezensent für eine lokale Zeitung. Das gab ihm die Möglichkeit, gratis Filme zu sehen und er sah auch, wenn möglich, Filme jenseits des Mainstreams.
1997 zog Doolan nach Sydney in der Hoffnung auf eine Filmkarriere.
Er wurde weder an der Australian Film, Television and Radio School noch an dem Victorian College of Art aufgenommen und hat keine formelle Ausbildung.
Der Fernsehregisseur Ro Hume half ihm, seinen ersten Job an einem Filmset zu bekommen. Seitdem arbeitete er an verschiedenen Sets in kleinen Jobs und machte in seiner Freizeit Filme.
Er assistierte Jill Bilcock bei Moulin Rouge.
Als Regisseur war er gemeinsam mit dem Produzenten Drew Bailey bei der Oscarverleihung 2010 mit dem Film Miracle Fish für den Oscar für den besten Kurzfilm nominiert.
Doolan ist zusammen mit Joel Edgerton und Nash Edgerton u. a. Mitglied in einem Film-Kollektiv namens Blue-Tongue Films.

## Filmografie (Auswahl)
- 2008: The Square – Ein tödlicher Plan (The Square)
- 2009: Miracle Fish
- 2010: Königreich des Verbrechens (Animal Kingdom)
- 2015: The Gift
- 2016: Colossal
- 2018: Gringo